# Équipe cycliste JCL Ukyo

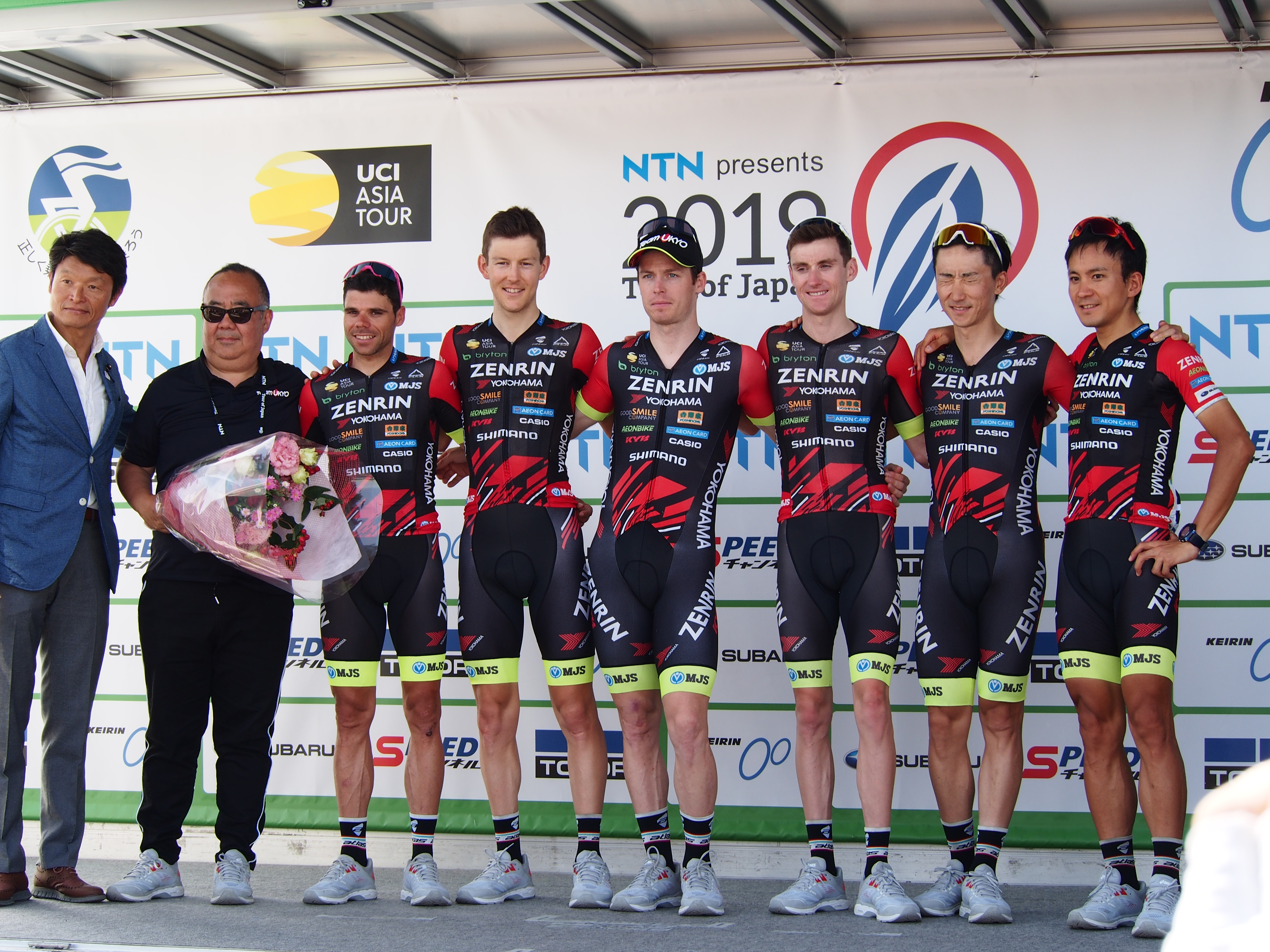
L'équipe sur le Tour du Japon 2019.

L'équipe cycliste JCL Ukyo (officiellement JCL Team Ukyo) est une équipe cycliste japonaise participant aux circuits continentaux de cyclisme et en particulier l'UCI Asia Tour.

## Histoire de l'équipe
La formation est fondée en 2012 par l'ancien pilote de Formule 1 Ukyo Katayama, qui donne son nom à l'équipe.

## Principales victoires

### Courses d'un jour
- Oita Urban Classic : Ryuki Uga (2022)
- Tour d'Okinawa : Benjamín Prades (2022) et Masaki Yamamoto (2023)
- Karst International Road Race : Benjamín Prades (2024)

### Courses par étapes
- Tour de Java oriental : José Vicente Toribio (2013)
- Tour du Japon : Óscar Pujol (2016 et 2017), Nathan Earle (2022 et 2023) et Giovanni Carboni (2024)
- Tour de Kumano : Óscar Pujol (2016), Marc de Maar (2018), Nathan Earle (2022), Atsushi Oka (2023 et 2024)
- Tour de Taïwan : Benjamín Prades (2017) et Benjamin Dyball (2022)
- Tour de Lombok : Nathan Earle (2017)
- Tour de Tochigi : Raymond Kreder (2019)
- Tour de l'Ijen : Robbie Hucker (2019)
- Tour de Bulgarie : Matteo Malucelli (2024)

### Championnats nationaux
- Championnats du Japon sur route : 6
  - Course en ligne : 2015 (Kazushige Kuboki), 2017 (Yusuke Hatanaka) et 2023 (Masaki Yamamoto)
  - Course en ligne espoirs : 2019 (Kosuke Takeyama) et 2023 (Yūma Koishi)
  - Contre-la-montre espoirs : 2024 (Kōki Kameda)

- Championnats du Japon sur piste : 1
  - Omnium : 2014 (Kazushige Kuboki)

## Classements UCI
L'équipe participe aux épreuves des circuits continentaux et en particulier de l'UCI Asia Tour. Les tableaux ci-dessous présentent les classements de l'équipe sur les différents circuits, ainsi que son meilleur coureur au classement individuel.
UCI Africa Tour
| UCI Africa Tour | UCI Africa Tour        | UCI Africa Tour                           | UCI Africa Tour |
| Année           | Classement par équipes | Meilleur coureur au classement individuel |                 |
| --------------- | ---------------------- | ----------------------------------------- | --------------- |
| 2013            | 20e                    | Antonio Cabello (18e)                     |                 |
|                 |                        |                                           |                 |
| Source : UCI    |                        |                                           |                 |

UCI Asia Tour
| UCI Asia Tour | UCI Asia Tour          | UCI Asia Tour                             | UCI Asia Tour |
| Année         | Classement par équipes | Meilleur coureur au classement individuel |               |
| ------------- | ---------------------- | ----------------------------------------- | ------------- |
| 2012          | 68e                    | Yoshimitsu Tsuji (323e)                   |               |
| 2013          | 28e                    | José Vicente Toribio (34e)                |               |
| 2014          | 23e                    | José Vicente Toribio (22e)                |               |
| 2015          | 23e                    | Kazushige Kuboki (80e)                    |               |
| 2016          | 5e                     | Óscar Pujol (12e)                         |               |
| 2017          | 1er                    | Benjamín Prades (4e)                      |               |
| 2018          | 3e                     | Benjamín Prades (10e)                     |               |
| 2019          | 3e                     | Kohei Yokotsuka (50e)                     |               |
| 2020          | 22e                    | Kōhei Uchima (46e)                        |               |
| 2021          | 14e                    | Kōhei Uchima (15e)                        |               |
| 2022          | 2e                     | Yūma Koishi (16e)                         |               |
| 2023          | 3e                     | Yūma Koishi (8e)                          |               |
| 2024          | -                      | Masaki Yamamoto (7e)                      |               |
|               |                        |                                           |               |
| Source : UCI  |                        |                                           |               |

UCI Europe Tour
| UCI Europe Tour | UCI Europe Tour        | UCI Europe Tour                           | UCI Europe Tour |
| Année           | Classement par équipes | Meilleur coureur au classement individuel |                 |
| --------------- | ---------------------- | ----------------------------------------- | --------------- |
| 2014            | 117e                   | Ido Zilberstein (814e)                    |                 |
| 2017            | 74e                    | Benjamín Prades (416e)                    |                 |
| 2018            | 135e                   | Benjamín Prades (1437e)                   |                 |
| 2019            | -                      | Benjamín Prades (266e)                    |                 |
| 2020            | -                      | Benjamín Prades (756e)                    |                 |
| 2022            | -                      | Raymond Kreder (321e)                     |                 |
|                 |                        |                                           |                 |
| Source : UCI    |                        |                                           |                 |

UCI Oceania Tour
| UCI Oceania Tour | UCI Oceania Tour       | UCI Oceania Tour                          | UCI Oceania Tour |
| Année            | Classement par équipes | Meilleur coureur au classement individuel |                  |
| ---------------- | ---------------------- | ----------------------------------------- | ---------------- |
| 2017             | 9e                     | Nathan Earle (17e)                        |                  |
| 2019             | -                      | Sam Crome (32e)                           |                  |
| 2020             | -                      | Robbie Hucker (73e)                       |                  |
| 2021             | -                      | Nathan Earle (90e)                        |                  |
| 2022             | -                      | Benjamin Dyball (18e)                     |                  |
| 2023             | -                      | Nathan Earle (37e)                        |                  |
|                  |                        |                                           |                  |
| Source : UCI     |                        |                                           |                  |

Depuis 2016, l'équipe est également classée au Classement mondial UCI qui prend en compte toutes les épreuves UCI et concerne toutes les équipes UCI.
| Classement mondial | Classement mondial     | Classement mondial                        | Classement mondial |
| Année              | Classement par équipes | Meilleur coureur au classement individuel |                    |
| ------------------ | ---------------------- | ----------------------------------------- | ------------------ |
| 2016               | -                      | Óscar Pujol (253e)                        |                    |
| 2017               | -                      | Benjamín Prades (140e)                    |                    |
| 2018               | -                      | Benjamín Prades (299e)                    |                    |
| 2019               | 59e                    | Benjamín Prades (324e)                    |                    |
| 2020               | 159e                   | Kōhei Uchima (921e)                       |                    |
| 2021               | 135e                   | Kōhei Uchima (728e)                       |                    |
| 2022               | 42e                    | Benjamin Dyball (233e)                    |                    |
| 2023               | 41e                    | Yūma Koishi (302e)                        |                    |
| 2024               | 32e                    | Giovanni Carboni (302e)                   |                    |
|                    |                        |                                           |                    |
| Source : UCI       |                        |                                           |                    |

## Team Ukyo en 2022
| Cycliste        | Date de naissance | Nationalité | Équipe 2021          |  |
| --------------- | ----------------- | ----------- | -------------------- |  |
| Benjamin Dyball | 20 avril 1989     | Australie   | Team Ukyo-Sagamihara |  |
| Nathan Earle    | 4 juin 1988       | Australie   | Team Ukyo-Sagamihara |  |
| Haruhi Honda    | 2 avril 2000      | Japon       |                      |  |
| Yuki Ishihara   | 5 avril 1997      | Japon       | Team Ukyo-Sagamihara |  |
| Yuma Koishi     | 15 septembre 1993 | Japon       | Team Ukyo-Sagamihara |  |
| Raymond Kreder  | 26 novembre 1989  | Pays-Bas    | Team Ukyo-Sagamihara |  |
| Kosuke Takeyama | 22 novembre 1997  | Japon       | Team Ukyo-Sagamihara |  |
| Ryuki Uga       | 8 octobre 1999    | Japon       | Team Ukyo-Sagamihara |  |
| Hayato Uwano    | 10 septembre 2001 | Japon       |                      |  |
| Naoya Yoshioka  | 23 décembre 1991  | Japon       | Team Ukyo-Sagamihara |  |